# Насамони
Насамони (грец. Νασαμωνες, лат. Nasamones) - назва, дана античними авторами групі кочових стародавньолівійскіх племен, які відомі античному світу з середини 1-го тис. до н. е. до початку 1-го тис. н. е. Мешкали в центральних і західних областях Стародавньої Лівії - схід Сиртики (Триполітанії), південь Киренаїки і Мармарики. До насамонів відносилося плем'я авгілів.
В кінці римського періоду етнонім «насамони» не зустрічається у відомих джерелах. Ряд дослідників вважає нащадками їх племені сучасних берберів (зокрема туарегів).

## Область розселення
Область розселення насамонів іноді згадується як «Насамонія». Плем'я мешкало (кочувало) від узбережжя затоки Великий Сирт (у східній Сиртиці і південній Киренаїці), до внутрішніх областей Мармариці, що лежать глибоко в Лівійській пустелі, доходячи на східних кордонах свого розселення до оази Аммоній. Також у сферу їх впливу входила оаза Авгіла (місцевість Авгілія - кочовище насамонського племені авгілів).

## Вірування і звичаї
Вірування насамони були традиційними, з основним культом - поклоніння духам предків. Похоронні обряди відрізнялися від інших лівійців (ховали померлих сидячи), а шлюбні звичаї містили елементи оргії. Деякі особливості звичаїв і вдач племені описав Геродот:
 Загальні: 
- «[...] Вони приносять клятви, згадуючи самих справедливих і доблесних мужів старовини, і при цьому покладають руки на їхні могили.»
- «Для ворожіння вони також приходять до могил предків і, помолившись, лягають спати на могилі. І кожному сновидіння гадаючий вірить.»
- « Дружні ж союзи вони укладають так: один дає пити іншому з своєї руки, і сам п'є з його руки. Якщо під руками немає ніякої рідини, то беруть із землі щіпку пилу і лижуть її.»

 Побутові: 
- «Харчуються вони м'ясом і п'ють молоко. Коров'ячого м'яса вони, втім, не їдять з тієї ж самої причини, як і єгиптяни. Свиней вони теж не розводять. »(Про всіх лівійців)
- «[...] Ловлять сарану, сушать її на сонці, розмелюють і потім всипають в молоко і в [такому вигляді] п'ють.»
- «Хатини їх побудовані з асфоделових стебел і переплетених очеретом циновок, і їх можна переносити [з місця на місце].»

 Шлюбні: 
- « У кожного насамона зазвичай багато дружин, які є спільними.»
- «Сходяться ж вони з жінками приблизно так, як массагети: ставлять палицю перед дверима і потім злягаються з жінкою.»
- «Коли насамони одружується в перший раз, то, за звичаєм, молода жінка повинна в першу ж ніч по черзі злягатися з усіма гостями на весіллі. Кожен гість, з яким вона сходиться, дає їй подарунок, принесений з собою з дому.»

 Похоронні: 
- «[...]  Ховають небіжчиків в сидячому положенні. Коли вмираючий випускає дух, вони спостерігають, щоб він помирав сидячи, а не лежачи на спині.» (Звичай, на відміну від інших лівійців, має місце тільки у насамонів)

## Господарська діяльність
Насамони займалися скотарством (але не вживали яловичину і не розводили свиней), і за повідомленнями Геродота, сезонно кочували - влітку вони залишали свою худобу на морському узбережжі (берега затоки Великий Сирт в Киренаїці і Сиртиці) і йшли на збір фініків вглиб країни. З найдавніших часів у них залишилися в господарстві елементи полювання і збирання, також, ймовірно, вони брали участь у заготівлі та експортній торгівлі найважливішим продуктом регіону - сильф (до I ст., коли ця рослина зникла).